# Tigre (cacciatorpediniere Francia)
Il Tigre fu un cacciatorpediniere della Marina francese  della classe Chacal completato nel 1926. Autoaffondatosi a Tolone fu recuperato dalla Regia Marina dove prestò servizio con il nome di F23 dal novembre 1942 all'ottobre 1943, per essere quindi ritornato alla Francia Libera.

## Storia
Fu completato nel 1926.
Il 27 novembre 1942, in seguito all'occupazione tedesca dei territori della Francia di Vichy, si autoaffondò a Tolone insieme al resto della flotta francese per evitare la cattura. 
Fu tuttavia giudicato riparabile e fu quindi riportato a galla. Trainato in un porto ligure, fu sottoposto a lavori di ricostruzione; nel 1943 fu incorporato nella Regia Marina ricevendo il nominativo di FR 23. Durante i lavori di ripristino fu incrementato l'armamento antiaereo, con l'imbarco di 2 mitragliere da 37/54 mm e 10 da 20/65 mm.
Fu uno dei soli quattro cacciatorpediniere ex francesi incorporati nella Regia Marina a tornare effettivamente in servizio, a partire dalla primavera del 1943. 
Svolse un servizio piuttosto breve, venendo impiegato in missioni di trasporto veloce di truppe. La mancanza di pezzi di ricambio rese peraltro difficilmente riparabili le avarie.
L'armistizio lo sorprese di nuovo ai lavori a Taranto, impossibilitato a muovere da un'avaria alle macchine. 
In ottobre, terminati i lavori ed essendo l'unità nuovamente efficiente, la Francia Libera ne richiese la restituzione; il 28 ottobre 1943 l’FR 23 tornò sotto bandiera francese e riassunse il nome di Tigre.
Il 4 gennaio 1954 fu radiato e quindi avviato alla demolizione.